# دهرم
دهرم یکی از شهرهای استان فارس است که در بخش دهرم شهرستان فراشبند واقع شده است.

## آب و هوا
آب و هوای این شهر گرم و خشک است و در فصول سرد سال با بادهای سوزان همراه می‌باشد. با توجه به کم بارش‌بودن سال‌های اخیر، آب در این منطقه بسیار شور و نامناسب استفاده برای شرب و حتی کشاورزی گشته است، به شکلی که مردم برای کشاورزی مجبور به خرید دستگاه‌های آب‌شیرین کن با هزینه‌های بسیار زیاد می‌باشند.

## اقتصاد
اقتصاد این شهر بر پایه کشاورزی است. در تابستان کشت کنجد و در پاییز خیار سبز، کدو و گوجه است. در زمستان کشاورزان این شهر، گوجه کشت می‌کنند. اما متأسفانه به دلیل تزلزل هرسالهٔ بازار، اغلب همهٔ کشاورزان با ضرر مواجه می‌شوند و محصولات آنان به صورت فله و غیر بهداشتی به کارخانه‌های رب‌گوجه‌گیری برده می‌شود.
با توجه به هوای گرم و خشک این منطقه، باغات لیمو و نخل تنها، دراین شهر فعال هستند.

## گردشگری

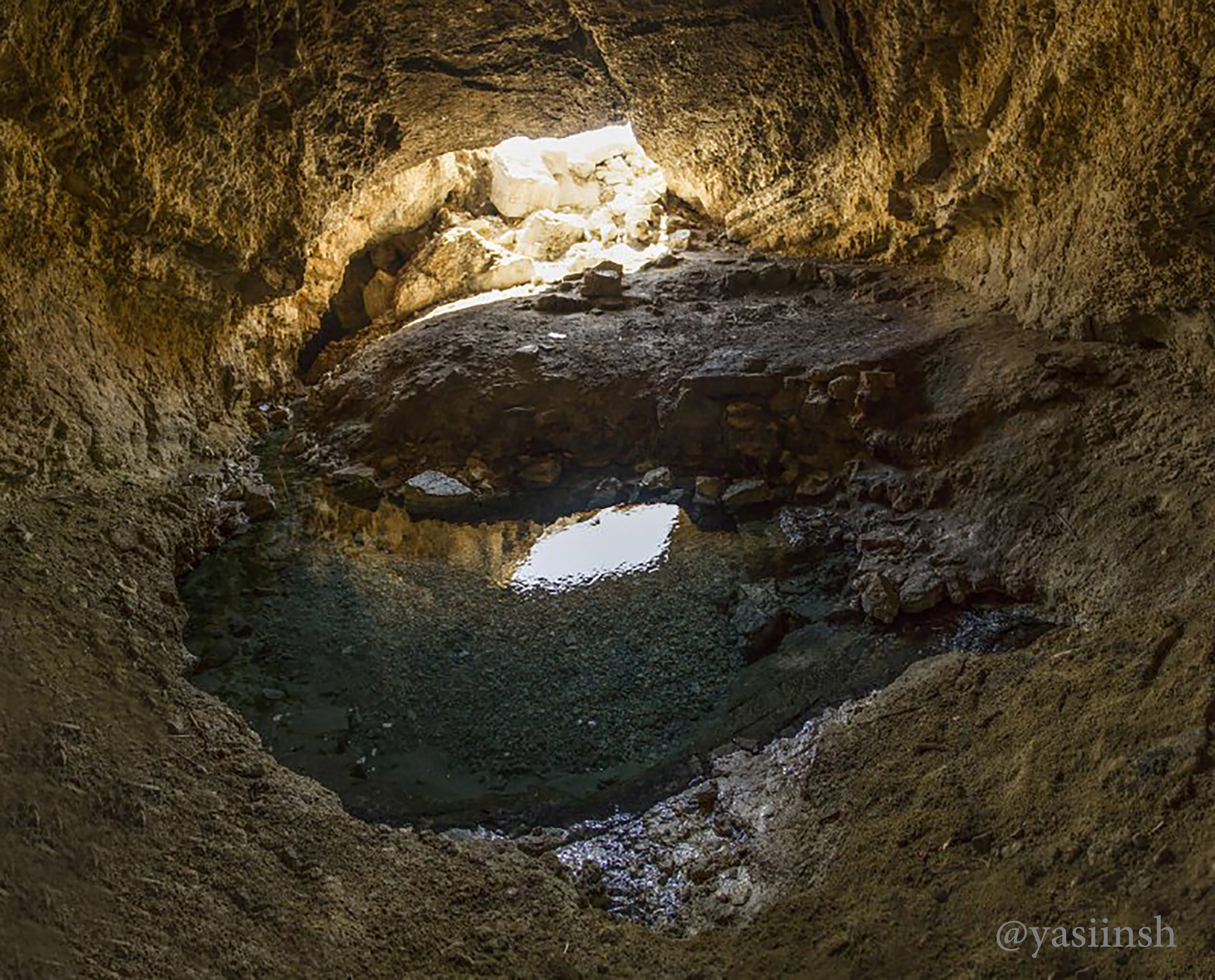
آب‌بوی

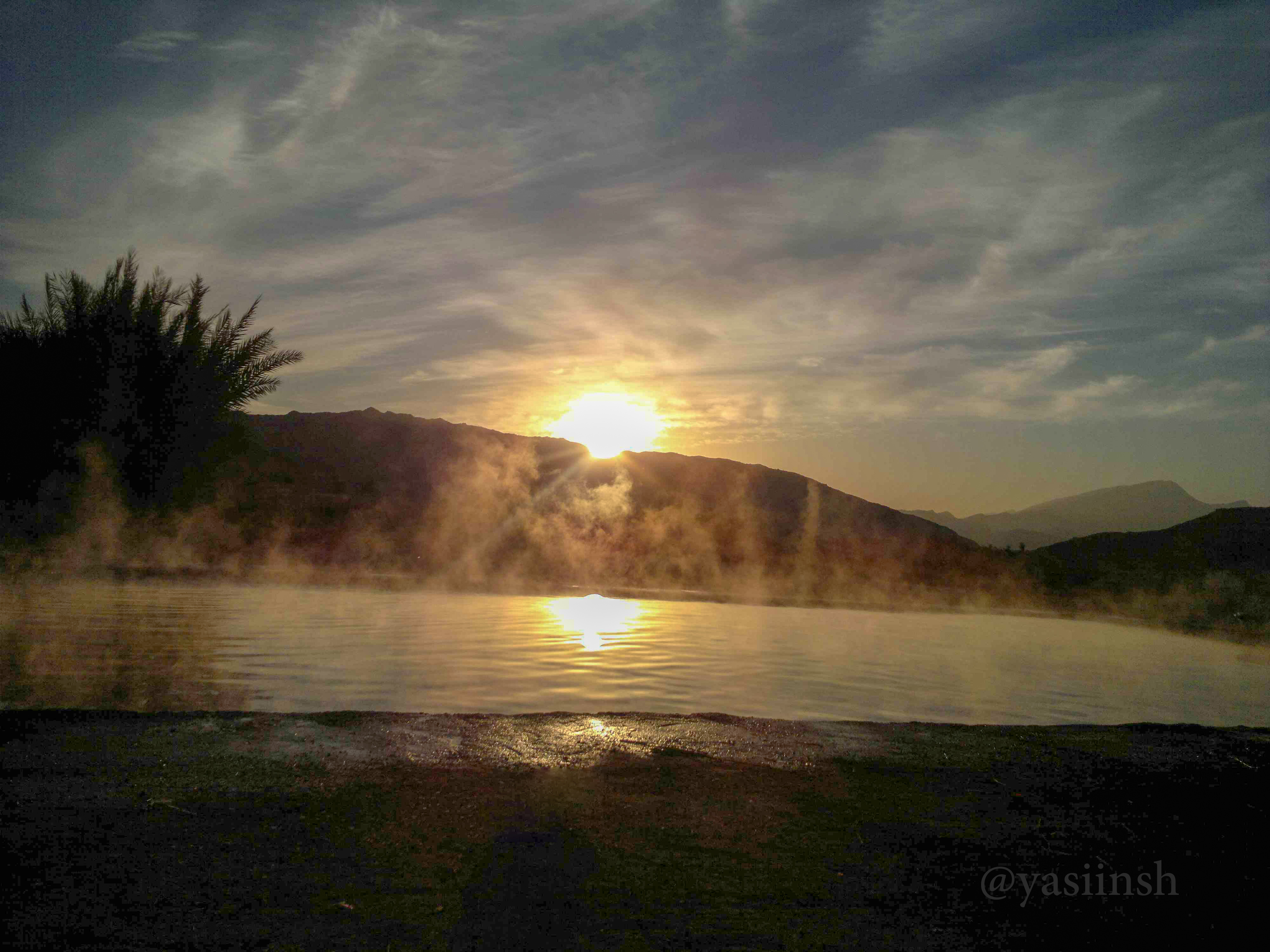
چشمهٔ آب‌گرم جگرپَز

### آب‌بوی
آبگرم آب‌بوی دهرم، واقع در شمال غربی شهر (در فاصلهٔ ۸ کیلومتری از مرکز شهر)، علاوه بر جاذبه گردشگری طبیعی، جهت درمان بعضی از بیماری‌های پوستی و عضلانی و مفصلی نیز مورد توجه است.
جهت دسترسی به این آبگرم، می‌توان از دو مسیر زیر استفاده نمود.
1. استان فارس-شهرستان فراشبند - امامزاده شهید (ع)- دهرم- دهگاه- جاده خاکی دشت پلنگ- محدوده هادی آباد و آب بوی
2. استان فارس- شهرستان فیروزآباد- احمدآباد- دهرم (جاده جدید جم-عسلویه)- دهگاه- جاده خاکی دشت پلنگ- محدوده هادی‌آباد و آب‌بوی

### چشمهٔ آب‌گرم جگرپَز
جگرپَز، در فاصلهٔ ۱۸ کیلومتری شهر دهرم قرار دارد که پذیرای مسافران زیادی از شهرهای هم‌جوار به سمت این چشمهٔ آب‌گرم معدنی می‌باشد؛ ولی تاکنون برای معرفی آن به عنوان یک قطب گردشگریِ پزشکی، کاری صورت نگرفته است، درحالی که در سرمای نزدیک به صفر درجهٔ زمستان این منطقه، در شبهای سرد زمستان، دو استخر این چشمه، مملو از دوست‌داران طبیعت و گردشگران محلی می‌باشد.